# Obrium costaricum
Obrium costaricum là một loài bọ cánh cứng trong họ Cerambycidae.